# María Fernanda Espinosa
María Fernanda Espinosa (castellà: María Fernanda Espinosa Garcés)  (Salamanca, 7 de setembre de 1964) és una diplomàtica i poeta, lingüista, geògrafa, sociòloga i professora universitària equatoriana. El juny de 2018 va ser elegida Presidenta de l'Assemblea General de les Nacions Unides. Anteriorment havia estat Ministra de Defensa de l'Equador (2012-2014) i Ministra d'Afers Exteriors (2007 i 2017-18) en els governs de Lenín Moreno i Rafael Correa.

## Vida acadèmica
Llicenciada en Lingüística per la Pontifícia Universitat Catòlica de l'Equador, després va fer un Màster en Ciències Polítiques a la Facultat Llatinoamericana de Ciències Socials i Estudis Amazònics i un doctorat en Geografia Ambiental i un postgrau en Antropologia. Va treballar com a professora associada i investigadora a la Facultat Llatinoamericana de Ciències Socials. Durant la seva etapa acadèmica va ser becada per l'Associació d'Estudis Llatinoamericans, la Fundació Ford, així com per la Society of Woman Geographers dels Estats Units d'Amèrica i la Fundació Rockefeller mentre treballava en la recerca sobre l'Amazònia.

## Carrera política
La seva carrera política va començar al gener de l'any 2007, quan el president equatorià Rafael Correa la va nomenar ministra de Relacions Exteriors, Comerç i Integració de l'Equador. Posteriorment va ser assessora especial del President de l'Assemblea Constituent, Alberto Acosta. I després va ocupar els ministeris de Coordinació de Patrimoni Natural i Cultural, de l'Esport i de Defensa Nacional de l'Equador. L'any 2017 va ser nomenada representant permanent de l'Equador davant les Nacions Unides a Ginebra, fins que al juny de 2018 fou nomenada Presidenta de l'Assemblea General de les Nacions Unides, un càrrec que ocupava així per primera vegada una dona llatinoamericana.

## Activitat literària
Com a escriptora i poeta, ha publicat més de 30 articles acadèmics sobre el Riu Amazones, la cultura, el patrimoni, el desenvolupament, el canvi climàtic, la propietat intel·lectual, la política exterior, la integració, la defensa i la seguretat.
També ha publicat cinc volums de poesia i va rebre el Premi Nacional de Poesia de l'Equador el 1990.